# If Found...
《If Found...》是一款由Dreamfeel開發、安纳布尔纳互动發行的视觉小说遊戲，於2020年5月在Microsoft Windows、macOS及iOS平台發行，並於同年10月在任天堂Switch平台上發行。該遊戲以刪除日記或圖片的方式，讓玩家在兩個交錯的故事之間推進。其中一個故事跟隨名為Cassiopeia的太空探索者，嘗試防止黑洞摧毀地球；另一個故事則設定在1993年12月的一個愛爾蘭小村莊中，玩家跟隨一位名為Kasio的年輕跨性別女子，探索其與家人和朋友間的關係。這兩個故事於章節上相間穿插，並以比喻方式互相連結。
該遊戲由Dreamfeel創辦人勞拉·麥吉（Llaura McGee）於2016年開始研發，而整個遊戲由一個小團隊歷時兩年開發而成。故事中的情感元素取自勞拉·麥吉的個人經歷，唯遊戲包含數名開發者的想法，亦非一部關於她的自傳式作品。遊戲的主要目的在於將玩家與故事流露的情感互相連結，而遊戲內的機制亦建基於此。坊間評論普遍欣賞遊戲的美術與故事，尤其是通過擦除機制（erasing mechanic）對玩家的情感連結。該遊戲獲提名2020年游戏大奖「最具影響力遊戲」及第32屆GLAAD媒體獎「優秀電子遊戲」共兩個獎項。

## 遊戲系統
《If Found...》是一部视觉小说，玩家可透過光標或手指，作為橡皮膠擦去日記或圖片。當玩家在部份場景中使用「擦掉元素」指令擦掉日記的不同部份等元素及調校擦除速度時，遊戲會以線性方式在不同場景之間推進，而絲毫沒有偏離（後記章節的若干選項除外）。遊戲中的敍述分插於兩個交錯的故事之間，而章節之間又以交替的方式作編排：科幻小說故事以一個名為Doctor Cassiopeia的太空探險家為主軸，探索一個將會摧毀地球的黑洞；而日記帳分錄（journal entries）則以Kasio的故事為本，主人翁是一個就讀於都柏林的學生，於1993年12月回到位於爱尔兰阿基爾島的家鄉。兩個故事均發生在一段長四個星期的時空之中。

## 故事簡介

荒棄房屋的一幕，當中一半部分被擦去，以展示房子背後的夜間景色

故事的科幻小說章節跟隨遊歷X行星的Doctor Cassiopeia，探索一個正急速膨脹，且即將摧毀地球的黑洞。Cassiopeia對黑洞進行調查，以嘗試找出一個可停止上述情況的方法，而一個名為「Control」的不明裝置在過程中不時發送信息幫助她。當她發現該黑洞在不斷產生可讓她早於黑洞跳返地球的蟲洞之際，Control察覺到該黑洞是基於同時傳送訊號的未來形象而產生。它透露他名叫McHugh，並告知Cassiopeia在回到地球的時候，他們將有少於一天的時間到達愛爾蘭，亦正是該形象傳送訊號之處。
日記章節則跟隨一位名叫Kasio的跨性別女子。她剛於都柏林的一所大學完成其碩士學位課程，並於1993年12月返回其位於阿基爾島的家鄉。Kasio的父親於數年前離世，加上自己無力過著與島上居民一樣的社交生活，令她與其年長的哥哥Fergal及母親Brid有著一段緊張的關係，而她將二者歸因於家庭的壓力之上。她與母親就自己的女性化衣服與外貌發生罵戰以後便逃去。她遇上了一位名為Colum的朋友，並獲邀與他和其樂隊隊友於一所荒廢、破舊的房子內共宿，而這所房子正是該樂隊的偷住之處。Kasio與Colum、他的男朋友Jack，及二人的隊友Shans一同生活數個星期，縱使他們資源有限、生活環境脆弱，她漸漸調整對身旁看起來接納自己的人之存在感。她與Shans的關係漸漸變得親近，並在適應阿基爾島文化的共同困難之中建立彼此間的聯繫—Kasio在其性別表達上遇到困難，而Shans則是因其種族和對傳統阿基爾島的男性氣質有不安。他們為了取回Kasio的衣服，而潛入Kasio的家中，但遭到Kasio的哥哥發現，並嚴厲斥責Kasio，皆因她無法與社群融合，令其母親苦惱之餘，亦讓全家人感到羞愧。在樂隊首場演出後，Kasio與Shans一同服用毒品與酒精，並透過荒棄屋子天台的一處破洞欣賞星星。翌日早晨，Shans告訴Kasio，指自己經已同意以情侶的身份，一起逃奔至都柏林。正當Kasio一聲拒絕之時，Shans與樂隊分道揚鑣，獨自離屋出走。縱然Colum和Jack對Kasio心感擔憂，三人卻被趕離該所日漸殘舊的房子，與Colum的阿姨Maggy同住。
Kasio嘗試在聖誕大餐時與其家人和解，但遭其哥哥斥責，皆因她與社會格格不入的人於一所荒廢的房子中同住，及後又不回家與家人重聚，卻是與一個作風低調、名為Maggy的同性戀者同住，而其母親則仍舊就Kasio的決擇表示困惑。Kasio因其與父母的疏遠，加上深感自己與Maggy同住是一件不值得之事，而心感錯亂。然而，她的想法卻遭Shans反對，而Shans曾表示自己想變得「正常」；及後她又再次闖進該所荒廢的房子中。即使天氣寒冷，Kasio仍帶著沮喪的心情於該處住下來。縱使她的哥哥或朋友嘗試接近（卻沒有進入）這幢現時處於危險狀況的建築物以找尋Kasio，她卻沒有作出任何回應。在死於疾病與失溫症之前，她決定將其日記燒掉，以作取暖之用。
在科幻小說故事結束之時，Cassiopeia返抵地球，卻發現McHugh是個無意中找她交流的會計師。她們倆拍攝了一張照片，是一幅以前由小孩繪畫的太空場景，而該畫作是Kasio在童年時期繪製的。二人將該照片放進信箱中，讓一名貌似Brid的女子在黑洞撞擊地球之前找到。12月31日，Kasio在一所被遺棄的房子中醒來，被其母親尋獲。後記則包含一系列由玩家自行建立的日記，涵蓋接下來數年的瑣碎細節，如Kasio與其母親越來越近、Maggy學習在不隱藏自己作為女同性戀者的情況下生活，及Shans改名為Anu，並透露自己為非二元性別者。科幻小說故事中包含Cassiopeia在黑洞被摧毀後四處出走，並將各處離散的人們重聚一起的場景。玩家從數個提供的選項中，自行決定Kasio對不同情節的感受。

## 開發
《If Found...》是愛爾蘭開發商Dreamfeel開發的首部遊戲作品，而工作室負責人勞拉·麥吉擔任首席作家暨設計師，安纳布尔纳互动則負責該遊戲的發行工作。該遊戲的早期開發工作於2016年開始。勞拉·麥吉將一個以「以貓為主演的太空傳奇歷險故事」為本的擬議設計傳送予畫師利亞德·楊（Liadh Young）。利亞德·楊在審視設計過後，便從概念藝術的角度作回覆，二人其後開始將遊戲概念予以開發。勞拉·麥吉打算與團隊一同開發遊戲，而非像其過往創製的遊戲般自行開發，但其希望專注於參與人士的長處（諸如利亞德·楊的漫畫藝術背景），便開始組成一支小型團隊。早期的一些概念（如「反戀愛模擬遊戲」或設置於「女巫學院」的遊戲）乃基於透過不同任務完成日記而建，但勞拉·麥吉與其他開發者認為應先創製故事，後再將遊戲內的機制用以創造一個「完整體驗」會較佳。那時，勞拉·麥吉對筆記本及箚記較為有興趣，團隊便專注於相關方向研發遊戲。她與首席作家伊芙·金伍茲（Eve Golden Woods）在述及《If Found...》的開發工作時，在決定設計後，由「四或五個核心成員」組成的團隊花費兩年時間處理設計事宜，期間亦得到額外的支援。團隊上下都有為整個遊戲的靈感作貢獻，而最終的演職人員字幕標示了9名來自Dreamfeel的貢獻者。團隊亦製作了一部演示片段，用以於不同活動上示範該遊戲，但他們發現難以完成該項目—勞拉·麥吉指出，那是他們的一貫作風。他們歸功在項目中途加入的安納布爾納互動，該公司推動他們以優雅的方式完成上述項目。
遊戲最終設計的第一部分是關於一種玩家能夠擦除的日記本，而工作室後來建構了這種主意—一個二十多歲的少女與她在人際關係上的困難。勞拉·麥吉作為生於愛爾蘭一個沿海小村莊的跨性別女性，雖然故事並非一部自傳式作品，但內裡卻流露了其於1990年代在當地成長的種種情感。插入於故事中的科幻小說章節旨在為故事加入一種魔幻現實主義元素的同時，亦以一種較為直接的隱喻方式，流露出一種在個人世界中岌岌可危的情感感覺。在整個遊戲的開發過程中，團隊對黑洞的角色作出過修訂—早期草擬版本將其定義為Kasio內裡的一個深洞，使其無法建立關係，又或白白浪費建立關係的機會；但後期版本則修訂為「一種建基於她所遇到的恐懼、孤獨、羞愧及自我憎恨，且是強烈而無法超出之身體表現」。然而，勞拉·麥吉感覺該遊戲若果沒有黑洞，便會「錯失其情感重心」。她認為這部約兩小時的遊戲旨在遊玩時間短，且應展現故事必須的長度，不應再拉長下去。遊戲起初並沒有後記，但在Switch版本推出時，開發團隊將後記及額外場景和插畫添加至遊戲中。勞拉·麥吉在一個訪問中指出，其對該遊戲的主要目標，正是讓玩家與遊戲中所流露的感情互相連結，並認識到對人的愛比完全了解自身更重要。該作品於2020年5月19日在Microsoft Windows、macOS及iOS平台上推出，並於同年10月22日於任天堂Switch平台上推出。

## 反應與評價
《If Found...》獲提名2020年游戏大奖「最具影響力遊戲」獎項，以及第32屆GLAAD媒體獎「優秀電子遊戲」獎項。2016年，該遊戲的早期簡短演示片段於多個活動上展示，並於同年11月獲得愛爾蘭設計獎「最佳遊戲設計」（best Game Design）、「冒起新秀」（emerging talent）及「整體大獎」（Grand Prix overall）三個獎項。
輿論對該遊戲普遍持正面意見，主要集中在故事的寫作方式與遊戲內的美術設計，並將此與擦除動作的結合，而構成一種與玩家之間的情感連繫。GameSpot的邁克爾·海厄姆（Michael Higham）讚揚這是一種「極簡抽象得令人震驚」的藝術風格。USGamer的Hirun Cryer簡單形容其為「漂亮」，而Pocket Gamer的Cameron Bald則稱讚玩家角度中的藝術風格與音效設計；GamesRadar+的艾倫·考西（Ellen Causey）認為遊戲的美術設計與聲音特效令其給「驚呆」了。評測員亦欣賞遊戲內的擦除機制，當中USGamer的評測員對該機制容許場景切換之方法作出點評，而Polygon的妮可·卡彭特（Nicole Carpenter）則專注於擦除功能如何將玩家與Kasio的故事連繫，以致玩家因應對故事的感受，自行決定劇情推進的速度。Destructoid的CJ安德里森（CJ Andriessen）指出該機制對上述情況有一種「巨大的影響」，不得不感謝該機制不僅令玩家無法改變Kasio的過去，亦能以壞事擦掉好事。
《If Found...》的故事亦大受讚頌。Destructoid的評測員指出身為一個跨性別人士，「沒有其他遊戲能夠道出自己的個人經歷」。GamesRadar+的評測員認為故事給予她一種「情感的旋風」，而Eurogamer Italy的亞歷山德羅·巴拉瓦萊（Alessandro Baravalle）則指故事令他感動得掉淚。GameSpot的評測員讚揚故事「將遊戲的愛爾蘭背景以一種令人震奮的方式互相結合」，認為內裡採用的愛爾蘭用語、俚語與文化，以及腳註的相關闡述，有助玩家投入於Kasio的自身經歷之中。縱使Pocket Gamer認為擦除動作像是黑洞吞沒Kasio的過去，並將兩個故事相連，Eurogamer Italy的評測卻發現遊戲整體內容略短，且科幻小說故事看下去實為冗餘。USGamer認為遊戲的「真正之美在於對人生的細探」，而Pocket Gamer的評測員則認為遊戲「自身極大的同理心—遊戲中對於角色和設定的一種無條件的愛—令它變得優秀」，並認為它是「一部必不可少的視覺小說」；而Destructoid的評測員感覺該遊戲「是今年玩過的芸芸遊戲之中最精彩的一款」。

## 外部連結
- 安納布爾納互動官方網站 （页面存档备份，存于）
- Dreamfeel官方網站 （页面存档备份，存于）
- 《If Found...》在視覺小說數據庫的頁面 （英文）